# Вулиця Наталі Забіли (Київ)

Ву́лиця Ната́лі Забі́ли — вулиця в Шевченківському районі міста Києва, місцевості Дехтярі та Нивки. Пролягає від Черкаської вулиці до тупика (садиби 1-17).
Також до вулиці відносять вузький проїзд від Черкаської вулиці до Магістральної вулиці (садиби 18-23). Частини вулиці Наталі Забіли пролягають паралельно.

## Історія
Вулиця виникла у 10-ті роки XX століття. У 1913—1955 роках мала назву Східна. Назва на честь грузинського революціонера-більшовика, публіциста О. Г. Цулукідзе — з 1955 року.
Сучасна назва на честь української письменниці Наталі Забіли — з 2021 року.